# شارينا
شارينا وتعرف باسم أصلة المطاط وأصلة الورد (الاسم العلمي: Charina)، جنس بواءات غير سام يوجد في أمريكا الشمالية. أنواعه اثنان.